# پورمن (آلاسکا)
پورمن (به انگلیسی: Poorman) یک منطقهٔ مسکونی در ایالات متحده آمریکا است که در آلاسکا واقع شده‌است. پورمن ۱۵۳٫۰۱ متر بالاتر از سطح دریا واقع شده‌است.